# Pandanus similis
Pandanus similis là một loài thực vật có hoa trong họ Dứa dại. Loài này được Craib miêu tả khoa học đầu tiên năm 1912.